# Circaea repens
Circaea repens là một loài thực vật có hoa trong họ Anh thảo chiều. Loài này được Wall. ex Asch. & Magnus mô tả khoa học đầu tiên năm 1870.